# Pico Biaó
Pico Biaó är ett berg i Ekvatorialguinea. Det ligger i den nordvästra delen av landet, 50 km söder om huvudstaden Malabo. Toppen på Pico Biaó är 1 986 meter över havet. Pico Biaó ligger på ön Isla de Bioko. Det ingår i Cerros de los Loros.
Terrängen runt Pico Biaó är bergig österut, men västerut är den kuperad. Runt Pico Biaó är det glesbefolkat, med 11 invånare per kvadratkilometer. Närmaste större samhälle är Luba, 13,7 km nordväst om Pico Biaó. I omgivningarna runt Pico Biaó växer i huvudsak städsegrön lövskog.